# Élections législatives cap-verdiennes de 1995

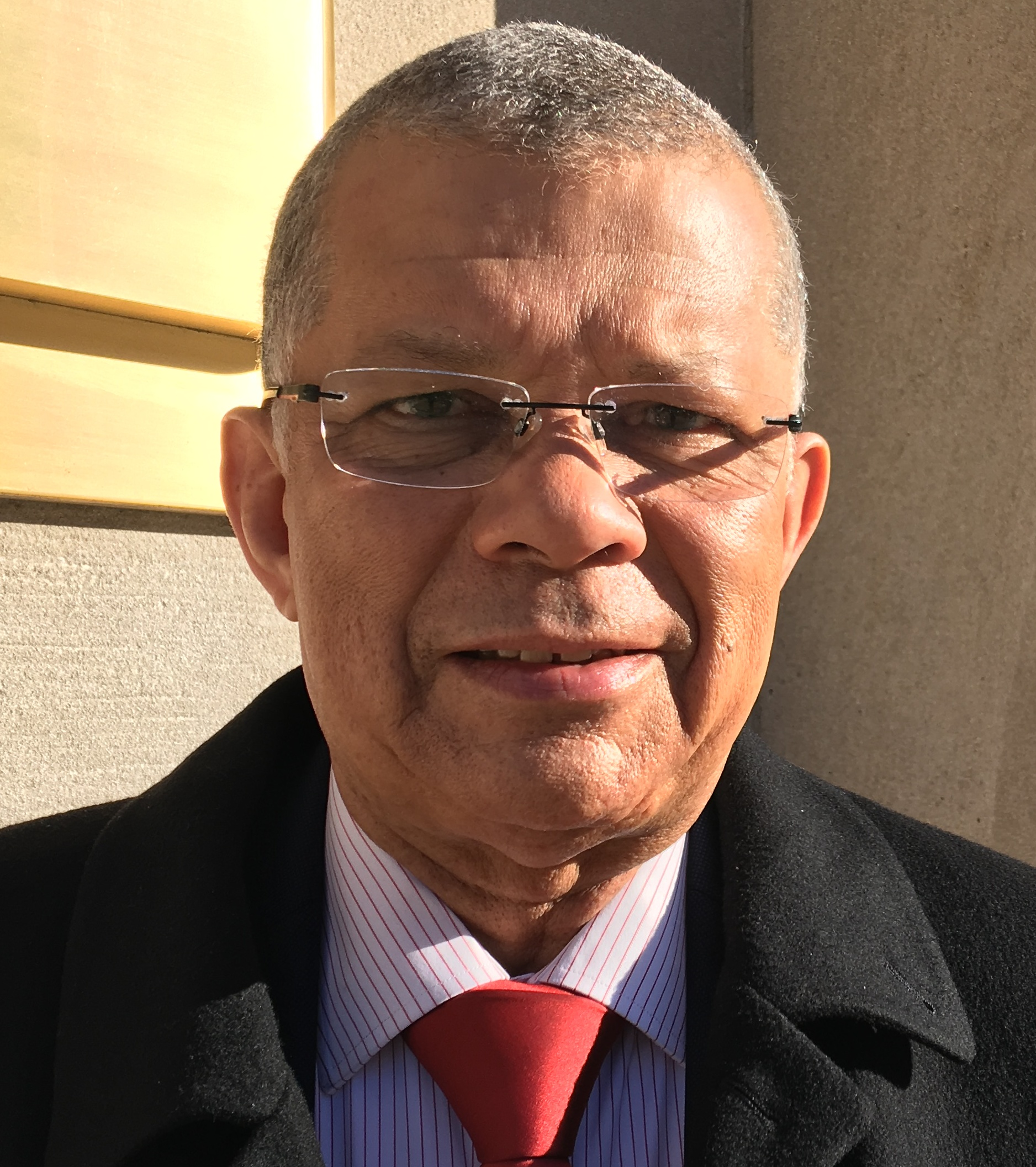
Carlos Veiga, politique de Cabo Verde, premier ministre entre 1991 y 2000.
Date	7 janvier 2017
Source
Auteur	Voice of America

Des élections législatives se sont tenues au Cap-Vert le 17 décembre 1995. Le Mouvement pour la démocratie remporte les élections avec 61,3 % des voix ; la participation électorale s'élève à 76,52 % de la population.

## Résultat
| Parti                                            | Votes   | %     | Sièges | +/- |
| ------------------------------------------------ | ------- | ----- | ------ | --- |
| Mouvement pour la démocratie                     | 93 249  | 61,30 | 50     | -6  |
| Parti africain pour l'indépendance du Cap-Vert   | 45 263  | 29,75 | 21     | -2  |
| Parti démocratique de la convergence             | 10 211  | 6,71  | 1      | +1  |
| Union cap-verdienne indépendante et démocratique | 2 369   | 1,54  | 0      | 0   |
| Parti social-démocrate                           | 1 030   | 0,67  | 0      | 0   |
| Votes invalides/blancs                           | 5 474   | -     | -      | -   |
| Total                                            | 158 901 | 100   | 72     | -7  |

## Sources
- (en) Cet article est partiellement ou en totalité issu de l’article de Wikipédia en anglais intitulé « Cape Verdean parliamentary election, 1995 » (voir la liste des auteurs).